# Torneo Godó 1993
Il Torneo Godó 1993 è stato un torneo di tennis giocato sulla terra rossa..
È stata la 41ª edizione del Torneo Godó,
che fa parte della categoria Championship Series nell'ambito dell'ATP Tour 1993.
Si è giocato al Real Club de Tenis Barcelona di Barcellona in Spagna, dal 3 all'11 aprile 1993.

## Campioni

### Singolare
Andrij Medvedjev ha battuto in finale  Sergi Bruguera con il punteggio di 6–7, 6–3, 7–5, 6–4

### Doppio
Shelby Cannon /  Scott Melville hanno battuto in finale  Sergio Casal /  Emilio Sánchez con il punteggio di 7–6, 6–1